# St. Theresia vom Kinde Jesu (Bornum)

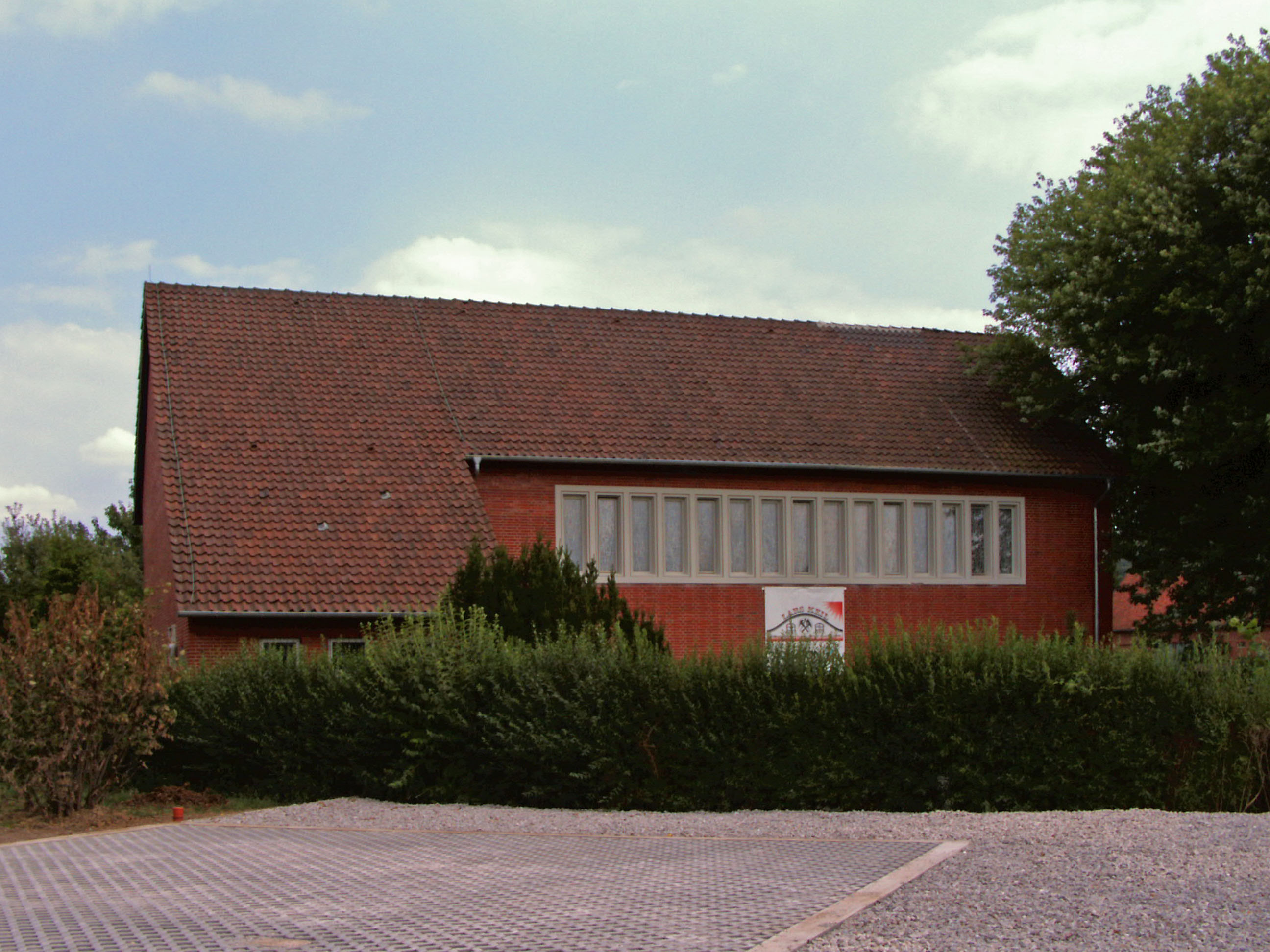
Ehemalige Kirche von Nordwesten

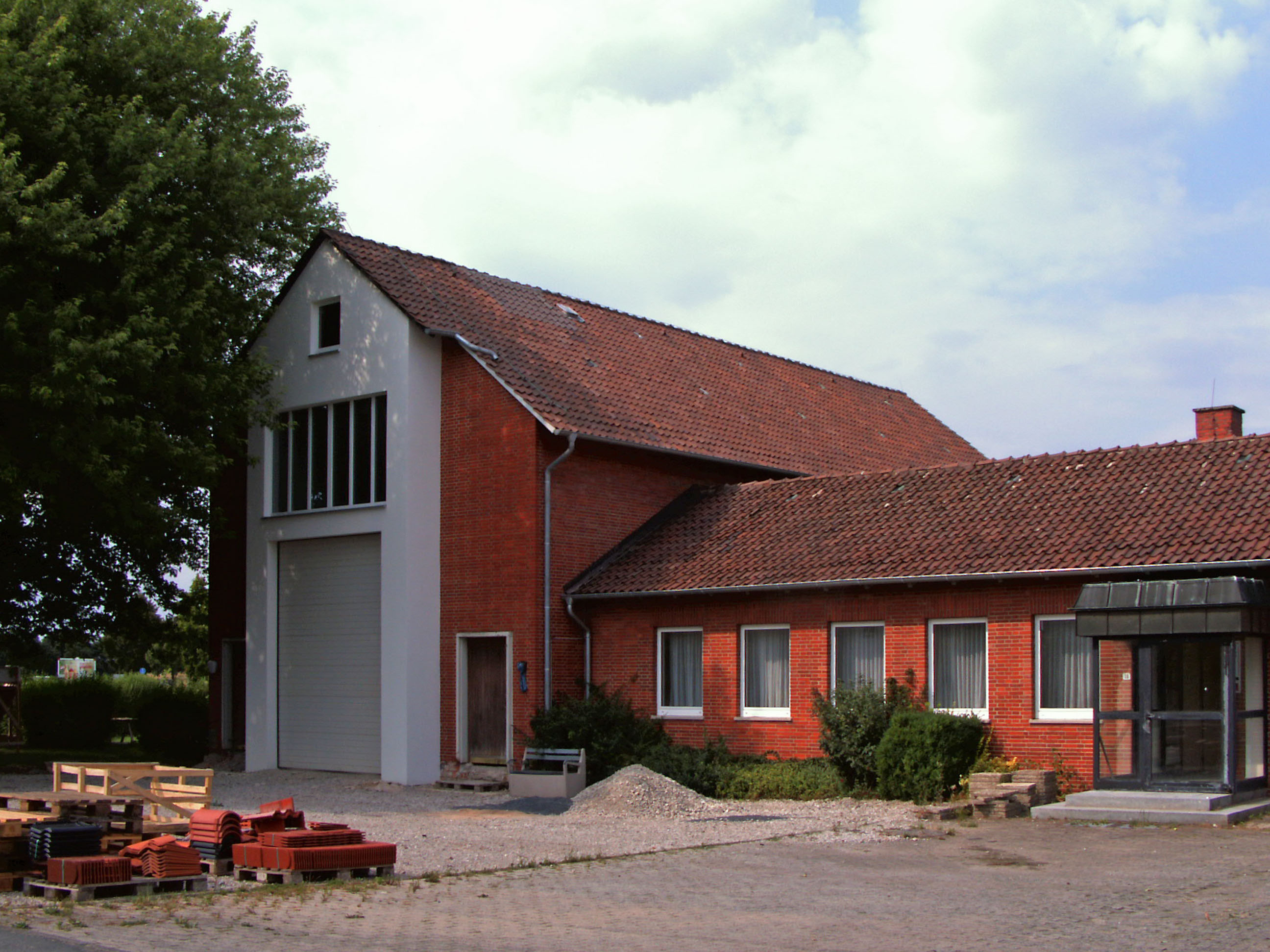
Ehemalige Kirche von Südosten

Die Kirche St. Theresia vom Kinde Jesu war die katholische Kirche in Bornum, einem Stadtteil von Bockenem, im Landkreis Hildesheim in Niedersachsen. Sie war eine Filialkirche der Pfarrgemeinde St. Clemens in Bockenem im Dekanat Alfeld-Detfurth des Bistums Hildesheim. Die Kirche war nach der heiligen Therese von Lisieux benannt und befand sich in der Bachstraße 18 (Ecke Bockenemer Straße). Heute befindet sich die nächstgelegene katholische Kirche 5 km entfernt in Bockenem.

## Geschichte
1958/59 wurde die Kirche errichtet, nachdem sich in der Nachkriegszeit die Anzahl der Katholiken in Bornum und Umgebung durch die Ansiedlung von Flüchtlingen und Heimatvertriebenen erhöht hatte. Zuvor befand sich die Kirche für die katholischen Einwohner von Bornum in Bockenem.
Die Kirche St. Theresia vom Kinde Jesu wurde als massiver Langhausbau mit Dachreiter erbaut und befand sich in knapp 125 Meter Höhe über dem Meeresspiegel. Am 25. Mai 1959 erfolgte ihre Benediktion, die Nebenpatrone waren St. Joseph und St. Hedwig.
Am 10. April 2010 erfolgte die Profanierung der Kirche durch Generalvikar Werner Schreer. 2011 wurde der Dachreiter abgebrochen, und die beiden in der Wilhelmshütte (Bornum) gegossenen Bronzeglocken von 1960, St. Bernward und Godehard und St. Hedwig, an die evangelische Kirche in Ferbitz (Brandenburg) verschenkt, wo sie seit 2013 im Kirchturm hängen. Das Gebäude wurde verkauft und wird heute (2013) von einem Dachdeckerunternehmen genutzt. 2017 wurde der Kreuzweg der Kirche in der St.-Michael-Kirche in Bilderlahe wieder aufgehängt.